# 王子波
王子波（1922年—2018年6月7日），原名王天伦，男，河南新安人，中华人民共和国军事人物，中国人民解放军大校，曾任南京军区副司令员，第六届全国人大代表。